# Уэссекская династия
Уэ́ссекская династия (англ. House of Wessex) — англосаксонская династия, основанная вождём саксов Кердиком, из-за чего её иногда называют «дом Ке́рдика» (англ. House of Cerdic). В начале VI века возглавляемые Кердиком саксы утвердились на юго-западе современной Англии и основали королевство Западных Саксов (Уэссекс), ставшее одним из англосаксонских королевств в завоёванной Британии. Около 886 года король Уэссекса Альфред Великий, объединивший в своих руках несколько англосаксонских королевств, стал использовать титул «король англосаксов», а его внук Этельстан, объединивший все английские земли, принял титул короля Англии.
Правление династии прерывалось в годы узурпации английской короны датчанином Свеном I Вилобородым и его наследниками (1013—1042) и окончательно пресеклось в 1066 году со смертью Эдуарда Исповедника. Провозглашённый королём Гарольд II из новой династии Годвинсонов в том же 1066 году погиб в битве при Гастингсе во время завоевания Англии нормандским герцогом Вильгельмом I Завоевателем. Предпринятые тогда же попытки англосаксонской знати восстановить правление династии в лице племянника Эдуарда Исповедника Эдгара Этелинга, провозглашённого, но не коронованного королём Англии, не увенчались успехом.
Брак племянницы Эдгара Матильды Шотландской и сына Вильгельма Генриха I, заключённый 11 ноября 1100 года, связал англосаксонскую и нормандскую династии узами родства.

## История династии
Согласно «Англосаксонской хронике», основателем династии был сакс Кердик, который вместе с сыном (по другой версии — внуком) Кинриком в 484 или 495 году прибыл на пяти кораблях и высадился в Британии в месте, получившем название «Берег Кердика» (др.-англ. Cerdicesora), однако историк М. Моррис не исключает, что наоборот, личное имя вождя саксов было воспроизведено от названия местности. Территория, где обосновался Кердик и его люди, располагается в современном английском графстве Гэмпшир. В 508 году Кердик разбил бриттов, а после того как к нему на помощь прибыли ещё саксы, в 519 году вновь разбил бриттов в битве Сетисфорде, приняв после этого титул короля Западных Саксов. Основанное им королевство получило название «Уэссекс» (англ. Wessex), образованного при элизии англосаксонской формы названия «Западные Саксы» (англ. West Saxon).
М. Морис считает, что правители Уэссекса, возможно, обладали смешанными саксо-бритскими корнями, поскольку имя «Кердик» происходит от бриттского «Карадок», а известие о высадке западных саксов в Гемпшире полагает легендой, поскольку согласно археологическим исследованиям первые поселения саксов располагались в верхней части долины Темзы. Беда Достопочтенный указывает, что изначально королевство западных саксов называлось Гевисс (др.-англ. Gewisse), а второй указываемый хронистом правитель, Кевлин, правил именно в этих местах.
Ранняя генеалогия правителей Уэссекса известна плохо. Важным источником по ней является «Генеалогический список королей западных саксов», в котором перечислены правители королевства от Кердика до Альфреда Великого, указана продолжительность правления каждого монарха и преемник, иногда добавляется дополнительная информация о его генеалогии, особенно в конечном происхождении от Кердика. На основании всех сохранившихся рукописей списка и «Англосаксонской хроники» Д. Дамвиль реконструировал годы правления первых королей Уэссекса. 
Даты правления ранних представителей династии могут быть установлены только приблизительно. После пересмотра дат в работах Дамвиля принято считать, что Кердик правил примерно в 538—554 годах, а Синдрик — примерно в 554—581 годах. Преемником Синдрика стал его возможный сын Кевлин, который по разным источникам правил или 7, или 17 лет.